# Banco Nacional da Habitação
Banco Nacional da Habitação (BNH) foi uma empresa pública brasileira voltada ao financiamento de empreendimentos imobiliários. Foi a principal instituição federal de desenvolvimento urbano. Era o gestor do Fundo de Garantia por Tempo de Serviço (FGTS), do Sistema Financeiro da Habitação (SFH), e do Sistema Financeiro do Saneamento (SFS). Foi criada em 1964 após o golpe militar e extinta em 1986.

## História

### Criação como autarquia
O banco foi criado pela Lei nº 4.380, de 21 de agosto de 1964, de autoria da deputada Sandra Cavalcanti que depois foi nomeada sua primeira presidente. O BNH foi, inicialmente, uma autarquia federal, vinculada ao Ministério da Fazenda. Depois foi repassado ao Ministério do Interior, por força do Decreto nº 60.900, de 26 de junho de 1967.
Em janeiro de 1967 foi inaugurado o Fundo de Garantia por Tempo de Serviço (FGTS) que o BNH passou a administrar. Já em 1969 se tornou o segundo maior banco do Brasil.

### Modificação para empresa pública
Foi modificado pela Lei nº 5.762, de 14 de dezembro de 1971, em empresa pública, de personalidade jurídica de direito privado, com seu patrimônio próprio, permanecendo no Ministério do Interior.                        
Passou a ser um banco de segunda linha, sem operar diretamente com o público. Atuava por intermédio de bancos privados ou públicos, e de agentes promotores, tais como as companhias habitacionais e as companhias de água e esgoto.
Além do FGTS, passou a obter recursos pelo Sistema Brasileiro de Poupança e Empréstimo (SBPE) que em 1972 superou os recursos do FGTS.

### Decadência e extinção
Em 5 de janeiro de 1983 foi publicado na Folha de S. Paulo uma matéria de José Carlos de Assis sobre as relações do BNH com o grupo Delfin do empresário Ronald Levinsohn. Uma dívida de setenta bilhões de cruzeiros fora quitada com ativos imobiliários no Rio que valiam nove bilhões de cruzeiros.
Essa e outras dificuldades levaram à extinção do banco pelo Decreto-Lei nº 2.291, de 21 de novembro de 1986. Foi incorporado à Caixa Econômica Federal que o sucedeu inclusive na gestão do Fundo de Garantia do Tempo de Serviço. 
Estava vinculado na época da extinção ao Ministério do Desenvolvimento Urbano e Meio Ambiente.

## Lista de Presidentes do BNH
- Sandra Cavalcanti (1964 a 17 de janeiro de 1965)
- Luiz Gonzaga do Nascimento e Silva (17 de janeiro de 1965 a 1966)
- Mário Trindade (1966 a 1971)
- Rubens Vaz da Costa (1971 a junho de 1974)
- Maurício Schulman (junho de 1974 a 15 de março de 1979)
- José Lopes de Oliveira (15 de março de 1979 a 29 de novembro de 1983)
- Nelson da Matta (29 de novembro de 1983 a 18 de março de 1985)
- José Maria de Aragão Melo (18 de março de 1985 a 21 de novembro de 1986)